# Tour de Gironde
Le Tour de Gironde est une course cycliste française disputée dans le département de la Gironde. Créé en 1975, il s'est d'abord appelé Tour de Gironde-Sud jusqu'en 1980. 
Il fait partie de l'UCI Europe Tour de 2005 à 2017, en catégorie 2.2. Il est par conséquent ouvert aux équipes continentales professionnelles françaises, aux équipes continentales, à des équipes nationales et à des équipes régionales ou de clubs. Les UCI ProTeams (première division) ne peuvent pas participer.
Depuis 2018, l'épreuve est réservée aux coureurs juniors (moins de 19 ans) et fait partie du calendrier international en catégorie 2.1MJ

## Palmarès
| Année                   | Vainqueur             | Deuxième              | Troisième          |
| ----------------------- | --------------------- | --------------------- | ------------------ |
| Tour de Gironde-Sud     |                       |                       |                    |
| 1975                    | Michel Fédrigo        | Daniel Barjolin       | Patrick De Santi   |
| 1976                    | Patrick Audeguil      | Jean Mella            | Lucien Georgelin   |
| 1977                    | Daniel Barjolin       | René Bajan            | Francis Lopez      |
| 1978                    | Christian Jourdan     | Jean-Jacques Szkolnik | René Bajan         |
| 1979                    | Francis Castaing      | Hugues Grondin        | René Bajan         |
| 1980                    | Jean-Jacques Rebière  | Jean-Luc Bouligand    | Félix Urbain       |
| Tour de Gironde         |                       |                       |                    |
| 1981                    | Bruno De Santi        | Jean-Marc Prioleau    | Édouard Lajo       |
| 1982                    | Philippe Lauraire     | Patrick Audeguil      | Patrick Laugier    |
| 1983                    | Gérard Mercadié       | René Bajan            | Bruno De Santi     |
| 1984                    | Daniel Amardeilh      | Dominique Landreau    | Jacky Bobin        |
| 1985                    | Thierry Lavergne      | Henri Abadie          | Philippe Avezou    |
| 1986                    | Sylvain Le Goff       | Patrick Jérémie       | Éric Dutrouilh     |
| 1987                    | Jean-François Morio   | Didier Champion       | Daniel Pandelé     |
| 1988                    | Hervé Gourmelon       | Michel Dubreuil       | Marc Guénégou      |
| 1989                    | Gilles Dubois         | Marc Peronnin         | Dominique Chignoli |
| 1990                    | Stéphane Dief         | Gilles Chauvin        | Fabrice Marchais   |
| 1991                    | Jean-François Anti    | Bruno Bannes          | Thierry Ferrer     |
| 1992                    | Laurent Desbiens      | Gilles Dubois         | Pascal Basset      |
| 1993                    | Hristo Zaikov         | Jean-Christophe Bloy  | Gilles Dubois      |
| 1994                    | Denis Leproux         | Camille Coualan       | Fabrice Blévin     |
| 1995                    | Anthony Langella      | Fabrice Blévin        | Stéphane Conan     |
| 1996                    | Franck Morelle        | Éric Frutoso          | Hristo Zaikov      |
| 1997                    | Jean-Philippe Duracka | Tony Jousset          | Marc Feipeler      |
| 1998                    | Martial Locatelli     | Lionel Guest          | Stéphane Roger     |
| 1999                    | László Bodrogi        | Noan Lelarge          | Martial Locatelli  |
| 2000                    | Pascal Peyramaure     | Anthony Rokia         | Stéphane Pétilleau |
| 2001                    | Gilles Canouet        | Christophe Laurent    | Damon Kluck        |
| 2002                    | Mickaël Buffaz        | Lloyd Mondory         | Ivan Terenine      |
| 2003                    | Alexandre Urbain      | Sébastien Duret       | Laurent D'Olivier  |
| 2004                    | Vincent Joffre        | Jean Mespoulède       | Mickaël Martin     |
| 2005                    | Charles Guilbert      | Mathieu Perget        | Evgeny Sokolov     |
| 2006                    | Jérôme Bonnace        | Peter van Agtmaal     | Nicolas Reynaud    |
| 2007                    | Jonathan Thiré        | Fabrice Jeandesboz    | Vincent Ragot      |
| 2008                    | Julien Guay           | Romain Hardy          | Franck Charrier    |
| 2009                    | Stéphane Rossetto     | Alexandre Geniez      | Jean Mespoulède    |
| 2010                    | Julien Belgy          | Anton Samokhvalov     | Anthony Vignes     |
| 2011                    | Julien Foisnet        | Fabien Schmidt        | Fabien Patanchon   |
| 2012                    | Nick van der Lijke    | Daan Olivier          | Fabien Fraissignes |
| 2013                    | Jon Larrinaga         | Matthias Allegaert    | Nick van der Lijke |
| 2014                    | Remco te Brake        | David Menut           | Jonas Rickaert     |
| 2015                    | Stéphane Poulhiès     | Marcel Meisen         | Robin Stenuit      |
| 2016                    | Amund Grøndahl Jansen | Mathias Le Turnier    | Krister Hagen      |
| 2017                    | Pablo Torres Muiño    | Flavien Maurelet      | Mathieu Burgaudeau |
| Tour de Gironde juniors |                       |                       |                    |
| 2018                    | Valentin Retailleau   | Tom Mainguenaud       | Lucas Grolier      |
| 2019                    | Carlos Rodríguez      | Tim Torn Teutenberg   | Benjamin Marais    |
| 2020-2021               | non organisé          | non organisé          | non organisé       |
| 2022                    | Joshua Tarling        | Enzo Briand           | Zachary Walker     |
| 2023                    | Sente Sentjens        | Jacob Bush            | Tomos Pattinson    |